# Cotesia alaskensis
Cotesia alaskensis är en stekelart som först beskrevs av William Harris Ashmead 1902.  Cotesia alaskensis ingår i släktet Cotesia och familjen bracksteklar. Inga underarter finns listade i Catalogue of Life.